# Elenco de Carrossel
Carrossel é uma telenovela brasileira produzida e exibida pelo SBT, entre 21 de maio de 2012 e 26 de julho de 2013. Escrita por Íris Abravanel e dirigida anteriormente por Del Rangel que foi substituído Reynaldo Boury, É inspirada na telenovela mexicana homônima escrita por Valentín Pimstein que, por sua vez, havia sido inspirada na telenovela argentina Jacinta Pichimahuida, la maestra que no se olvida, criada por Abel Santa Cruz.
Aqui está listado o elenco desta telenovela. Há participações especiais, em que atores e outros artistas exercem pequenos papéis, geralmente limitando-se a um único capítulo. Rosanne Mulholland interpreta a personagem principal Helena, numa trama que narra o cotidiano de uma sala de aula do 3° ano, onde dezessete crianças diferentes enfrentam os seus primeiros problemas e aprendem a viver com amizade, igualdade e respeito. Na versão mexicana, a personagem principal foi vivida por Gabriela Rivero.

## Elenco
| Intérprete              | Personagem               | Na Versão Original                            |
| ----------------------- | ------------------------ | --------------------------------------------- |
| Rosanne Mulholland      | Profª. Helena Fernandes  | Gabriela Rivero como Jimena Fernandez         |
| Larissa Manoela         | Maria Joaquina Medsen    | Ludwika Paleta como Maria Joaquina Villaseñor |
| Jean Paulo Campos       | Cirilo Rivera            | Pedro Javier Viveros                          |
| Maisa Silva             | Valéria Ferreira         | Christel Klitbo                               |
| Guilherme Seta          | Davi Rabinovich          | Joseph Birch como David Rabinovich            |
| Nicholas Torres         | Jaime Palillo            | Jorge Granillo                                |
| Thomaz Costa            | Daniel Zapata            | Abraham Pons                                  |
| Ana Zimerman            | Marcelina Guerra         | Georgina García                               |
| Lucas Santos            | Paulo Guerra             | Mauricio Armando como Pablo Guerra            |
| Stefany Vaz             | Carmen Carrilho          | Flor Eduarda Gurrola                          |
| Gustavo Daneluz         | Mário Ayala              | Gabriel Castañon                              |
| Matheus Ueta            | Kokimoto Mishima         | Yoshiki Takiguchi                             |
| Fernanda Concon         | Alícia Gusman            | Silvia Guzmán como Alícia Guzmán              |
| Leo Belmonte            | Jorge Cavalieri          | Rafael Omar Lozano como Jorge Del Salto       |
| Konstantino Atan        | Adriano Ramos            | Manuel Fernández como Adrian Román            |
| Aysha Benelli           | Laura Gianolli           | Hilda Chávez como Laura Quiñones              |
| Victória Diniz          | Bibi Smith               | Karen Nisembaum                               |
| Esther Marcos           | Margarida Lopes Garcia   | Erika Garza como Margarita Garza              |
| Gustavo Wabner          | Prof. René Magalhães     | Inexistente                                   |
| Lívia Andrade           | Profª. Suzana Bustamante | Janet Ruiz                                    |
| Ilana Kaplan            | Profª. Matilde           | Ada Carrasco                                  |
| Noemi Gerbelli          | Diretora Olívia Veider   | Beatriz Moreno como Diretora Felicia Orraca   |
| Adriana Alves           | Paula Rivera             | Verónika con K como Belén de Rivera           |
| Marcelo Batista         | José Rivera              | Johnny Laboriel                               |
| Adriana del Claro       | Clara Medsen             | Karen Sentíes                                 |
| Adriana del Claro       | Clara Medsen             | Kenia Gascón                                  |
| Fábio Di Martino        | Miguel Medsen            | Álvaro Cerviño                                |
| Marcelo Paganotti Cunha | Ricardo Ferreira         | Óscar Narváez                                 |
| Gabi Monteiro           | Rosa Ferreira            | Bárbara Córcega como Elena de Ferrer          |
| Patrícia Pichamone      | Rebeca Rabinovich        | Rossana Cesarman                              |
| Bruno Perillo           | Isaac Rabinovich         | David Ostrosky                                |
| Lilian Blanc            | Sara Rabinovich          | Pituka de Foronda                             |
| Rennata Airoldi         | Inês Carrilho            | Rebeca Manríquez                              |
| Daniel Satti            | Frederico Carrilho       | Odiseo Bichir                                 |
| Henrique Stroeter       | Rafael Palillo           | Arturo García Tenorio como Ramón Palillo      |
| Ivanna Domenyco         | Eloísa Palillo           | Adriana Laffan como Luísa Palillo             |
| Renan Cuisse            | Jonas Palillo            | Inexistente                                   |
| Nábia Vilela            | Natália Ayala            | Beatriz Ornella                               |
| Ithamar Lembo           | Germano Ayala            | Marcial Salinas                               |
| Gabriela Freitas        | Lílian Guerra            | Erika Magnus como Isabel Guerra               |
| Fábio Dias              | Roberto Guerra           | Ismael Larumbe                                |
| Pedro Osório            | Alberto Cavalieri        |                                               |
| Sílvia Menabó           | Rosana Cavaliere         |                                               |
| Fernando Benini         | Firmino Gonçalves        |                                               |
| Márcia de Oliveira      | Graça                    |                                               |
| Cris Bonna              | Cristina Fernandes       |                                               |
| Carlinhos Aguiar        | Jurandir de Souza        |                                               |
| Clarissa Drebtchinsky   | Joana                    |                                               |

## Participações especiais
| Intérprete            | Personagem                                  |
| --------------------- | ------------------------------------------- |
| Bruna Carvalho        | Nina                                        |
| Amélia Bittencourt    | Amélia Veider (Mãe de Olívia)               |
| Norma Blum            | Ruth Soares                                 |
| Déo Garcez            | Marcos Morales                              |
| Glauce Graieb         | Regina Medsen (Gina, tia de Maria Joaquina) |
| Henrique Martins      | Sr. Lourenço                                |
| Patrícia Mayo         | Clotilde                                    |
| Fábio Villa Verde     | Técnico Pedro Villas                        |
| Ernando Tiago         | Oscar Soares                                |
| Cris Poli             | Bernadete                                   |
| Ariel Moshe           | Sherlock Holmes                             |
| João Ferreira         | Seu Chico                                   |
| Carlos Mariano        | Dedinho                                     |
| Saulo Meneghetti      | Chris Armani                                |
| Deivy Rose            | Anita Soares                                |
| Caroline Molinari     | Melissa Ferreira (Prima de Valéria)         |
| Mharessa              | Lola                                        |
| Pedro Henrique        | Lucas                                       |
| Renê Thristan         | Afonso Veider (Sobrinho-neto de Olívia)     |
| Cinthia Cruz          | Fabiana                                     |
| Matheus Lustosa       | Erick                                       |
| Thiago Rosseti        | Atílio                                      |
| Júlia Rodrigues       | Marisa                                      |
| Metturo               | Jorge Cavalieri / dublê de Léo Belmonte     |
| Kiane Porfírio        | Clementina Soares                           |
| João Lucas Takaki     | Tom                                         |
| Henrique Filgueiras   | Abelardo Cruz                               |
| Alessa Previdelli     | Larissa                                     |
| Triz Pariz            | Prima de Maria Joaquina                     |
| Tereza Villela Xavier | Profª. Glória                               |
| Júlia Karani          | Diana Ayala                                 |
| Kauan Falciano        | Eduardo Carrilho (Dudu)                     |
| Guilherme Mazzei      | Ricardinho                                  |
| Carina Porto          | Sra.Gianolli                                |
| Bárbara Ribeiro       | Sra.Garcia                                  |
| Paulo Gandolfi        | Valentim Zapata                             |
| Marcos Miura          | Sr.Mishima                                  |
| Ken Kaneko            | Mestre Takeshi Mishima                      |
| Herbert Richers Jr.   | Lobinho                                     |
| Paco Sanches          | Bituca                                      |
| Adauto Luiz           | Amendoim                                    |
| Gui Vieira            | Cotoco                                      |
| Maurício Murray       | Biriba                                      |
| Hector Ricciardelli   | Palito                                      |
| Samuel Anjos          | Delegado                                    |
| José Ornellas         | Jean (Mordomo)                              |
| Rhenata Tolksdorf     | Célia                                       |
| Jovane Nikolic        | Dr.Gomes                                    |
| Anna Guilhermina      | Sandra                                      |
| Raquel Barcha         | Karen Kárie                                 |
| Anna Livya Padilha    | Menina Fantasma                             |
| Neymar                | Ele mesmo                                   |
| Celso Portiolli       | Ele mesmo                                   |
| Priscilla Alcântara   | Ela mesma                                   |
| Yudi Tamashiro        | Ele mesmo                                   |
| Olivier Anquier       | Ele mesmo                                   |
| Alexandre Porpetone   | Ele mesmo                                   |
| Restart               | Eles mesmos                                 |

## Personagens
- Lista de personagens de Carrossel